# Harpacticoida
Harpacticoida är en ordning av kräftdjur. Harpacticoida ingår i klassen Maxillopoda, fylumet leddjur och riket djur. Enligt Catalogue of Life omfattar ordningen Harpacticoida 2223 arter. 

## Dottertaxa till Harpacticoida, i alfabetisk ordning[1][2]
- Adenopleurellidae
- Aegisthidae
- Ambunguipedidae
- Ameiridae
- Ancorabolidae
- Arenopontiidae
- Argestidae
- Balaenophilidae
- Cancrincolidae
- Canthocamptidae
- Canuellidae
- Cerviniidae
- Cletodidae
- Clytemnestridae
- Cylindropsyllidae
- Dactylopusiidae
- Danielsseniidae
- Darcythompsoniidae
- Diosaccidae
- Ectinosomatidae
- Euterpinidae
- Hamondiidae
- Harpacticidae
- Huntemanniidae
- Laophontidae
- Laophontopsidae
- Leptastacidae
- Leptopontiidae
- Longipediidae
- Louriniidae
- Metidae
- Miraciidae
- Neobradyidae
- Normanellidae
- Orthopsyllidae
- Paramesochridae
- Parastenheliidae
- Parastenocarididae
- Peltidiidae
- Phyllognathopodidae
- Porcellidiidae
- Pseudotachidiidae
- Pyrocletodes
- Rhizothrichidae
- Rhizothricidae
- Tachidiidae
- Tegastidae
- Tetragonicipitidae
- Thalestridae
- Thompsonulidae
- Tisbidae